# Senador Georgino Avelino
Senador Georgino Avelino är en kommun i Brasilien.   Den ligger i delstaten Rio Grande do Norte, i den östra delen av landet, 1 800 km nordost om huvudstaden Brasília. Antalet invånare är 3 924.